# Anomalurus
Anomalures
Pour les articles homonymes, voir Écureuil volant.
Sous-famille
Genre
Les Anomalures (Anomalurus sp.) forment un genre de mammifères rongeurs, le seul de la sous-famille monotypique des Anomalurinae, appartenant à la famille des Anomaluridae. Notons que la seconde sous-famille, les Zenkerellinae, possède deux genres : Idiurus sp. et Zenkerella sp..
Ces écureuils volants (qui n'en sont pas vraiment car ils n'appartiennent pas à la famille des "vrais écureuils" : les Sciuridae) sont des animaux vivant en Afrique, essentiellement subsaharienne, dans les arbres. Leur aspect général est celui d'un écureuil à la queue longue et touffue. Une mince peau, entre le corps et les membres, le patagium, permet à ces animaux de faire des vols planés.
La sous-famille a été créée en 1849 par le zoologiste français Paul Gervais (1816-1879) et le genre par le naturaliste britannique George Robert Waterhouse (1810-1888).

## Liste des espèces
Selon Mammal Species of the World (version 3, 2005)  (10 oct. 2012), ITIS (10 oct. 2012) et Catalogue of Life (10 oct. 2012):
- Anomalurus beecrofti Fraser, 1853 — Anomalure de Beecroft ou Écureuil volant de Beecroft
- Anomalurus derbianus (Gray, 1842) — Anomalure de Derby ou Écureuil volant de Derby
- Anomalurus pelii (Schlegel et Müller, 1845) — Anomalure de Pel ou Écureuil du Scaly
- Anomalurus pusillus Thomas, 1887 — Anomalure nain ou Écureuil volant pygmée

Selon NCBI (10 oct. 2012) :
- Anomalurus beecrofti